# Lucio Ridenti
Lucio Ridenti pseudonyme de  Ernesto Scialpi (né à Tarente le 7 août 1895 et mort à Turin le 15 janvier 1973) est un acteur, journaliste et critique d'art italien. 
Considéré comme un représentant du modernisme italien, Lucio Ridenti est rédacteur en chef de la Gazzetta del Popolo. En 1925, il fonde à Turin la revue théâtrale Il Dramma.

## Biographie
Lucio Ridenti est né à Tarente le 7 août 1895, où son père Luigi, officier supérieur, et sa mère Raffaella D'Ippolito, tous deux originaires de Castellammare di Stabia, s'étaient installés pour des raisons professionnelles. En 1910, il s'installe à Milan où  il exerce des emplois modestes tout en suivant les cours du soir de la primadonna retraitée Teresa Boetti Valvassura, une école renommée à Milan, visant à enseigner la diction et le jeu d'acteur . Lucio Ridenti commence sa carrière d'acteur en 1914 avec Ermete Novelli, puis, dans les années suivantes, avec Memo Benassi, Dina Galli, Alda Borelli et Tatiana Pavlova. Il participe à quelques productions théâtrales et, en 1921, il fait partie de la distribution du film Senza pietà d'Emilio Ghione.
En mars 1926, Lucio Ridenti abandonne son rôle d'acteur pour se consacrer au journalisme, en acceptant la direction de la revue Il dramma fondée en 1925 à Turin, une revue bimensuelle consacrée au théâtre. Il assume cette fonction  sans interruption pendant quarante-trois ans, se terminant avec le numéro 380-381 de mai-juin 1968. Il a également travaillé comme photographe de mode avec son épouse. 
Lucio Ridenti meurt à Turin le 15 janvier 1973 à l’âge de 77 ans des suites d'une maladie dégénérative.